# Pheidole tachigaliae
Pheidole tachigaliae är en myrart som beskrevs av Wheeler 1921. Pheidole tachigaliae ingår i släktet Pheidole och familjen myror. Inga underarter finns listade i Catalogue of Life.